# Heterosignum mutsuensis
Heterosignum mutsuensis är en kräftdjursart som beskrevs av Gamo 1976. Heterosignum mutsuensis ingår i släktet Heterosignum och familjen Paramunnidae. Inga underarter finns listade i Catalogue of Life.